# فيجيندر سينغ
فيجيندر سينغ (مواليد 29 أكتوبر 1985) هو ملاكم هندي، مثّل بلاده في الألعاب الأولمبية الصيفية في دورات 2004 و2008 و2012.

## روابط خارجية
- فيجيندر سينغ على موقع IMDb (الإنجليزية)
- فيجيندر سينغ على موقع قاعدة بيانات الفيلم (الإنجليزية)

فيجيندر سينغ على موقع بوكس ريك (الإنجليزية) (registration required)
- فيجيندر سينغ على موقع اللجنة الأولمبية الدولية (الإنجليزية)
- فيجيندر سينغ على موقع أوليمبيديا (الإنجليزية)
- فيجيندر سينغ على موقع اتحاد ألعاب الكومنولث (مؤرشف) (الإنجليزية)
- فيجيندر سينغ على موقع اتحاد ألعاب الكومنولث (مؤرشف) (الإنجليزية)